# ゲイリー・バルド
ゲイリー・バルド（Gary Bald）は、FBI捜査官である。

## 学歴
- 1976年南カリフォルニア大学人文学部卒。
- 1981年ジョージワシントン大学医学研究科修士課程修了。

## 経歴
- 1977年FBI入局。
- 1977年~1981年 科学捜査研究所。
- 1981年~1984年 ニューヨーク州オールバニー局刑事部強行犯捜査係、次いで薬物捜査係。
- 1984年~1989年 フィラデルフィア局刑事部知能犯捜査係、次いで薬物捜査係。
- 1989年~1991年 本部監察官。
- 1991年~1995年 ニューアーク局刑事部組織犯罪対策担当部長、次いで薬物捜査各担当部長。
- 1995年~1996年 本部刑事部にて政策・企画・分析担当部長、
- 1996年~1999年 アトランタ局刑事部長、
- 1999年~2002年 本部刑事部にて組織犯罪対策、知能犯捜査各担当部長、
- 2002年~2003年 メリーランド州ボルティモア局長、
- 2003年~2005年 本部公安部長、
- 2005年には新設された国家公安部の初代部長に就任。